# Leucosidea sericea
Leucosidea sericea – gatunek rośliny z monotypowego rodzaju Leucosidea z rodziny różowatych. Występuje na wschodzie południowej części Afryki (Afryka Południowa, Lesotho, Suazi i Zimbabwe). Jest to niewielkie drzewo lub krzew, często tworzące gęste zarośla. Rośnie w miejscach wilgotnych na stokach gór, często wzdłuż strumieni. Ze względu na szybki wzrost i rozkrzewianie się – bywa uciążliwym gatunkiem na pastwiskach. Jest też uprawiany jako roślina ozdobna, cieniodajna, wykorzystywany jest też jako roślina lecznicza i magiczna.

## Morfologia

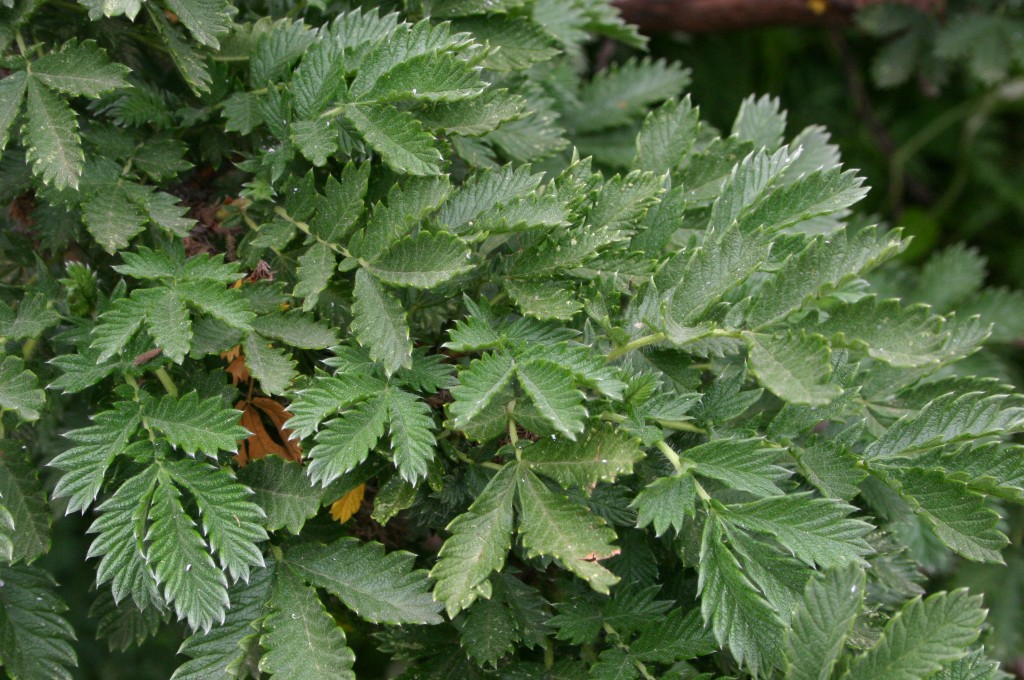
Liście

PokrójZimozielone drzewo z pojedynczym pniem lub krzew o nieregularnym, gęstym pokroju, z gałęziami przewisającymi. Osiąga do 7 m wysokości i 5 m szerokości korony. Kora jest czerwono-brązowa, silnie postrzępiona.
LiścieSkrętoległe, nieparzysto-pierzaste, listki w trzech–czterech parach, jajowate, głęboko piłkowane na brzegu. Górna strona blaszki liściowej ciemnozielona, z wgłębionymi wiązkami przewodzącymi, dolna strona jaśniejsza, szarozielona, z wypukłymi wiązkami, silnie owłosiona. Liście także na brzegu srebrzysto owłosione.
KwiatyŻółtozielone, zebrane w gęstych, owłosionych kwiatostanach kłosokształtnych na szczytach młodych pędów.
OwoceDrobne niełupki o średnicy 3 mm, otoczone trwałym kielichem.

## Biologia i ekologia

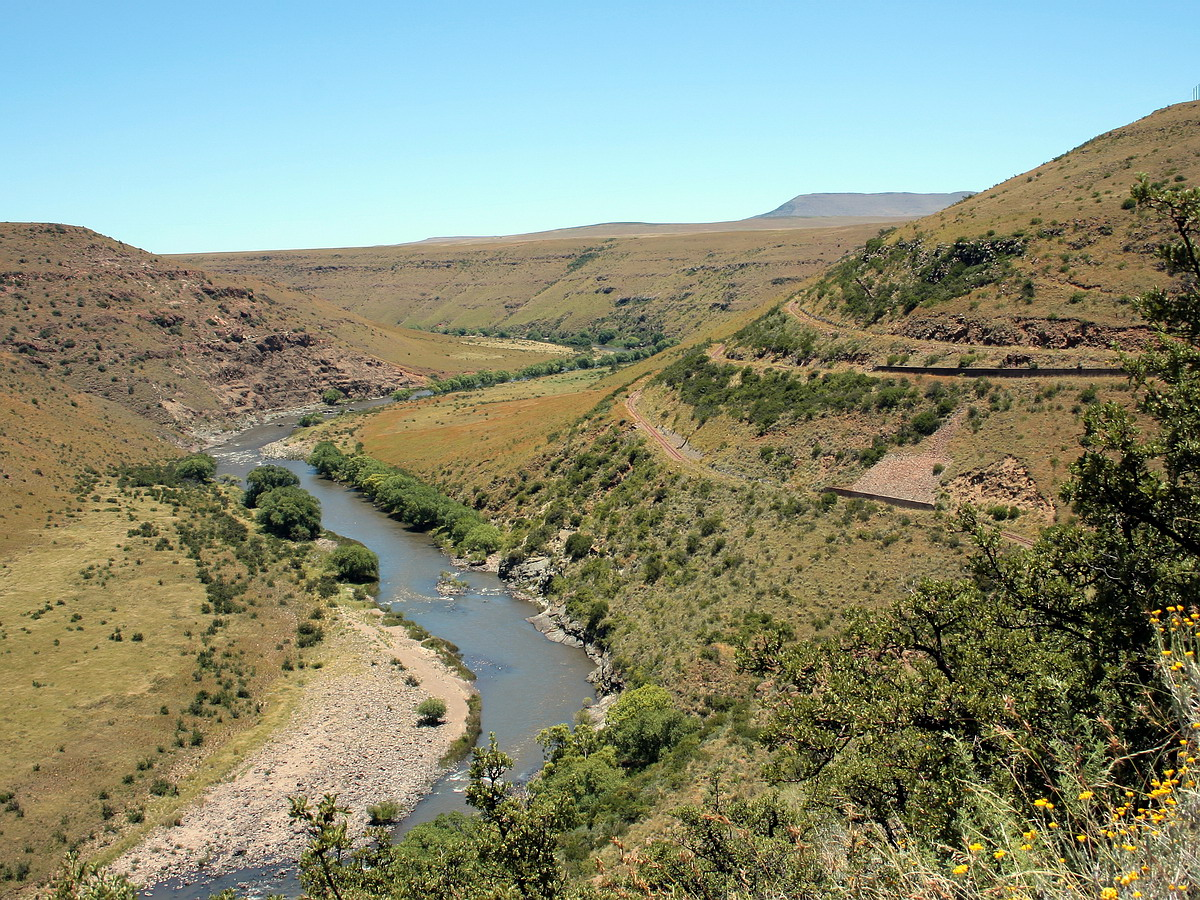
Skupienia drzew L. sericea nad Kraai River

Kwitnie wiosną (od sierpnia do września), kwiaty zapylane są przez owady, owoce dojrzewają w grudniu i styczniu. Gatunek w naturze występuje zwykle w piętrze górskich łąk (od ok. 1600 do 2400 m n.p.m.), w miejscach wilgotnych, zwykle wzdłuż strumieni i rzek, nad którymi często tworzy gęste zarośla i zadrzewienia.
Kwiaty i młode pędy zgryzane są wiosną przez bydło i kozy, co powoduje silne krzewienie się roślin i tworzenie gęstych zarośli na pastwiskach. Silnie rozkrzewia się także na gruntach erodujących i przekształcanych przez człowieka, przez co bywa rośliną uciążliwą, zwłaszcza na terenach rolniczych.

## Zastosowanie
Drewno tego gatunku jest miękkie, ale jest trwałe nawet w przypadku umieszczenia w wilgotnym gruncie, co sprawia, że jest wykorzystywane do wyrobu palików do ogrodzeń. Wykorzystywane jako opał pali się powoli i silnie dymi. Zgniecione liście używane są przez Zulusów do leczenia zapalenia spojówek. Roślina jest też wykorzystywana do ochrony przed urokami.
Ze względu na efektowne, srebrzysto owłosione liście, szybki wzrost i odporność na mrozy – roślina jest rekomendowana do uprawy w naturalistycznych ogrodach w Afryce Południowej. Może być wykorzystywana jako osłonowa dla bardziej wrażliwych roślin, może też tworzyć wysokie, gęste zarośla chroniące przed hałasem i wiatrem. Po podcięciu dolnych i zwisających gałęzi nadaje się do wykorzystania jako roślina cieniodajna. Nadaje się także do formowania bonsai.

## Uprawa
Rozmnaża się zarówno z nasion, jak i sadzonek pędowych. Łatwo też znaleźć siewki nadające się do przesadzenia pod starszymi okazami. Rośliny uprawia się w glebie średnio żyznej i wilgotnej.